# Pure Lust
Pure Lust ist das 21. Studioalbum des deutschen Schlagersängers Roland Kaiser. Es wurde am 22. September 2003 von White Records (BMG Ariola) veröffentlicht.

## Hintergrund
Kaiser veröffentlichte im September 2003 sein 21. Studioalbum mit dem Titel Pure Lust, den er wie folgt erklärte: „Der Titel drückt aus, wie ich Musik und mein Leben empfinde. Als pure Lust.“.
Steve van Velvet, der u. a. Deutschland von Die Prinzen schrieb, steuerte für das Album das Lied Steh auf bei. Allein mit dir ist eine Neuinterpretation des 1970er-Schlagers von Michael Holm. Für den Titel In unserer Straße arbeitete er erneut mit seinem langjährigen Liedtexter Norbert Hammerschmidt zusammen.

## Titelliste
| Nr. | Titel                            | Autor(en)                         | Länge |
| --- | -------------------------------- | --------------------------------- | ----- |
| 1.  | Steh auf                         | Steve van Velvet, Yvonne Wallbach | 3:43  |
| 2.  | Allein mit dir                   | Michael Holm                      | 5:10  |
| 3.  | Hunderttausend Fragen            | Mark Bender                       | 3:52  |
| 4.  | Sie Ließe Sich So Gerne Fallen   | Neumi Neumann                     | 3:40  |
| 5.  | Pure Lust                        | Kay Hörsching                     | 3:39  |
| 6.  | Ich Liebe Dich So Wie Du Bist    |                                   | 4:46  |
| 7.  | Ich Hab’ Dir Jedes Wort Geglaubt | Roland Kaiser, Silvia Gehrke      | 3:24  |
| 8.  | Der Mann Im Spiegel              |                                   | 4:30  |
| 9.  | Nichts Mehr Wird Sein            |                                   | 3:56  |
| 10. | Ich War Nie Mehr Als Dein Clown  | Mark Bender                       | 3:21  |
| 11. | Nicht Von Dieser Welt            | Kay Hörsching                     | 3:09  |
| 12. | In Unserer Straße                | Norbert Hammerschmidt             | 3:38  |
| 13. | So Lang Es Geht                  |                                   | 3:22  |

## Charts und Chartplatzierungen
| ChartsChartplatzierungen | Höchstplatzierung | Wochen |
| ------------------------ | ----------------- | ------ |
| Deutschland (GfK)        | 68 (1 Wo.)        | 1      |